# Квирија
Квирија — Центар за промоцију културе ненасиља и равноправности је београдска ЛГБТ организација која од 2000. до 2006. године постоји као радна група, да би од 2006. постала независна невладина организација са седиштем у Београду. Фокус рада Queeria центра стављен је на јачање и изградњу ЛГБТ заједнице и промоцију људских права маргинализованих група у Србији кроз медијске, културне и уметничке активности. Организација је престала са радом у октобру 2016. године када је председник организације Бобан Стојановић напустио земљу и емигрирао у Канаду.

## Историја
Квирија — Центар за промоцију културе ненасиља и равноправности ЛГБТ основао је 27. новембра 2001. године Предраг Аздејковић као радну групу при Социјалдемократској омладини у Социјалдемократској унији, чији је циљ био промоција људских права, друштвена видљивост ЛГБТ особа као и њихова једнакост пред законом. У време када је настала, Квирија је била прва група основана при некој политичкој странци која се јавно залагала за права ЛГБТ особа. Прва велика акција била је медијска кампања под називом „Легализација геј бракова“. Акција је започета у децембру 2000. године, а насилно је прекинута 9. марта 2001. године, када су чланови неонацистичке групе „Крв и част“ упали у просторије Социјалдемократске уније. Том приликом теже су повређене две, а лакше три особе, а просторије су демолиране. Полиција је након неколико дана ухапсила седам лица, од тога двојицу малолетника. Овај догађај обесхрабрио је један део активиста па се група привремено повукла и обуставила свој рад.
У септембру 2001, године као одговор на насиље над ЛГБТ особама, Квирија је започела билборд кампању „Стоп насиљу, дискриминацији, хомофобији и неједнакости“. Већина билборда, постављених у Београду и још шест градова у Србији било је поцепано током прве недеље кампање.
Због лоше политичке и културне климе у Србији Квирија је своје активности преусмерила на Интернет. Од децембра 2001. године са радом почиње први онлајн геј-магазин у Србији. Магазин је објављиван једном месечно, све до јануара 2003. године када је динамика објављивана са месечне прешла на дневну. Поред магазина у периоду од 2001. године Квирија је била активна у неколико медијских кампања као што је „Заједно различити“ која је реализована у сарадњи са Лабрисом и Гејтеном током јануара 2003. године. Такође, у периоду од 2001. до 2006. године Квирија је одржала велики број радионица, организовала или била коорганизатор бројних семинара, конференција и уличних акција.
Квирија постаје независна невладина организација 9. марта 2006. године под називом Центар за промоцију културе ненасиља и равноправности. Крајем новембра 2008. године Квирија центар је добио финансијску подршку од стране Министарства културе Републике Србије за пројекат „Квир Србија Веб Портал“. То је први пут да је нека геј-лезбијска организација добила финансијску подршку од стране српских државних органа.

## Медији и комуникације
У оквиру својих активности, Квирија центар је остварио сарадњу са бројни медијима у Србији:
24 сата (Хрватска), 24 сата, Ало, Алума (Шведска), Б92, Блиц жена, Блиц, Борба, Данас,, Дневник, Газета, Глорија, Грађански лист, Хепи ТВ, ХРТ, Јутарњи лист, Курир, Магазин Статус, НИН, Објектив, ОБН, пешчаник. нет, ПГ Мрежа, Политика, Правда, Прес, Преступ, Радио 202, Радио Б92, Радио Београд, РеФото, Република, РТС, Скандал, Слободан Далмација (Хрватска), Слободна Европа, Стандард, Стори, Студио Б, Сутра, ТВ Авала, ТВ Ентер, ТВ Лесковац, ТВ Метрополис, ТВ Пинк, Вечерње новости, Вечерњи лист (Хрватска), ВИН продукција, Време, Запослена (Хрватска), Зарез (Хрватска), Студио Б и другим.

## Едукација
На плану едукације Квирија центар обједињује понуду различитих програма, семинара, радионица и предавања, обезбеђује стручну литературу и консултације као и друге активности које за циљ имају јачање друштвене свести о положају маргинализованих група. 